# Cebrio nigricollis
Cebrio nigricollis là một loài bọ cánh cứng trong họ Cebrionidae. Loài này được Laporte miêu tả khoa học năm 1838.